# Velloziaceae
Velloziaceae is een botanische naam, voor een familie van eenzaadlobbige planten. Een familie onder deze naam wordt algemeen erkend door systemen van plantentaxonomie, en ook door het APG-systeem (1998) en het APG II-systeem (2003).
Het gaat om een niet al te grote familie van ruim een half dozijn genera, met als belangrijkste genera Barbacenia, Vellozia en Xerophyta.
De plaatsing in het Cronquist systeem (1981) was in de orde Liliales.